# Łymanka
Lymanka (ukr. Лиманка, ros. Лиманка) – wieś na Ukrainie, w obwodzie odeskim, w rejonie odeskim. Od wschodu graniczy z Odessą.
Do 2016 wieś nosiła nazwę Mizikewycza. Została ona zmieniona na wniosek Ukraińskiego Instytutu Pamięci Narodowej zgodnie z ustawą o potępieniu komunistycznych i narodowosocjalistycznych totalitarnych reżimów na Ukrainie oraz zakazie propagandy ich symboli.